# تاکدا نوبوتومو
تاکدا نوبوتومو (به ژاپنی: 武田 信友 たけだ のぶとも)؛ (تولد ۱۵۴۲ – مرگ ۳۰ مارس ۱۵۸۲) یازدهمین فرزند رهبر خاندان تاکدا، تاکدا نوبوتورا و برادر کوچکتر تاکدا شینگن در دوره سنگوکو در ژاپن بود.
اگرچه سال تولد ناشناخته است، اما عموماً اعتقاد بر این است که یازدهمین فرزند تاکدا نوبوتورا بود که پس از تبعید شدن از کای توسط پسر بزرگش تاکدا هارونوبو (شینگن) و تحت مراقبت قرار گرفتن توسط خاندان ایماگاوا در در ولایت سوروگا به دنیا آمد، بنابراین حداقل در سال دهم تنبون متولد شده است. فرض بر این است که او پس از ۱۵۴۱ متولد شده است.